# Can Colomer (Vallromanes)
|  | Per a altres significats, vegeu «Turó de Can Colomer». |

Can Colomer és una típica masia catalana al sector de Can Palau en terrenys del municipi de Vallromanes (al Vallès Oriental) ben a prop del límit termenal oficial i del nucli de Montornès del Vallès. Aquest edifici conserva tant la masoveria com la residència en un mateix edifici. La teulada és a dues aigües amb un cos central més elevat, també a dues aigües. Queda patent en la façana que hi hagué una elevació de la teulada. Actualment, una molt bona restauració ha deixat la masia, tant a l'exterior com a l'interior, amb la pedra vista. El que havien estat les antigues corts amb els pessebres, els cellers i el pastador amb la pastera han estat conservats perfectament i transformats en sales d'estar, respectant però les antigues distribucions i els murs originals. L'entrada principal de la masia és la de la masoveria, encara que ni portes ni finestres responen a un eix de simetria. Hi ha un rellotge de sol sobre la façana i un pou al davant.